# Pavel Szergejevics Gracsov
Pavel Szergejevics Gracsov (oroszul: Па́вел Серге́евич Грачёв; Rvi, Tulai terület, 1948. január 1. – Moszkva, 2012. szeptember 23.) hadseregtábornok, volt orosz honvédelmi miniszter.

## Katonai pályafutás
1965-ben került a szovjet fegyveres erőkhöz. 1969-ben a rjazanyi ejtőernyős deszantos főiskolán végzett, majd a Baltikumban szolgált. 1971-ben visszakerült a rjazanyi főiskolára, ahol különböző parancsnoki beosztásokban a deszantosok képzését felügyelte 1978-ig. Ezután a Frunzéról elnevezett katonai akadémiát végezte, majd 1981-től ezredparancsnok-helyettesi, majd ezredparancsnoki beosztásban Afganisztánban szolgált. 1983-tól 1985-ig ismét a Baltikumba vezényelték, ezúttal hadosztályparancsnok-helyettesnek. 1985-től 1988-ig egy légideszantos hadosztály parancsnoka volt Afganisztánban. 1988-ban megkapta a Szovjetunió Hőse kitüntetést.
A Szovjetunió felbomlása után politikailag Jelcin mellé állt. 1991-ben a Légideszant-csapatok főparancsnoka lett. Ez év augusztusában a Gorbacsov elleni puccs idején is Jelcin mellett lépett fel, csakúgy, mint 1993-ban, amikor csapatai elfoglalták a moszkvai Fehér Házat. 1992. május 18. és 1996. június 17. között az Oroszországi Föderáció védelmi minisztere volt, utána legfelső szintű tanácsadói posztokat töltött be, majd 2007-től nyugállományba vonult.

## Munkásságának értékelése
Pavel Gracsov hadseregtábornok az új Oroszország egyik legvitatottabb katonai vezetője volt. Időben Jelcin mellé állt, aki ezért megjutalmazta. 
Kétségtelenül képzett, bátor katona volt (647 ejtőernyős ugrása volt). Iskoláit kiváló eredménnyel végezte, Afganisztánban komoly harci tapasztalatokat szerzett. Mégis, az első csecsen háborúban, Groznij ostroma során, a légideszantosokat gyalogságként alkalmazva rohamoztatta velük a várost, és így katonái súlyos veszteségeket szenvedtek és hihetetlen mennyiségű haditechnikai eszközt vesztettek el.
Miniszterként mindent elkövetett az egyszemélyi parancsnoki rendszer megerősítéséért és betiltotta az ezt gyengítő új, demokratikus szervezetek
működését (Összoroszországi Tiszti Gyűlés, Katonák Független Szakszervezete). A nevéhez köthető több, a hivatásos állomány helyzetét javító intézkedés bevezetése.